# Exército Ortodoxo Russo
O Exército Ortodoxo Russo (em russo:  Русская православная армия - РПА, transl. Russkaya Pravoslavnaya Armiya - RPA) ou 1º Batalhão da 5ª Brigada "Oplot" é uma unidade militar criada em maio de 2014 durante o conflito no leste da Ucrânia. O Comandante e um dos fundadores é Miguel Verin.

## História
Criado a partir de vários pequenos grupos de rebeldes - "Exército Voluntário Russo", "Sarmat", "Donbass Ortodoxa", Divisão "Shield". De acordo com um dos combatentes não identificados do RPA, seus membros não tinham treinamento militar especial, exceto o habitual recrutamento militar, enquanto outro observa que um terço da formação armada é composta por pessoas com experiência em combate. A sede do RPA estava localizada no prédio do Serviço de Segurança da Ucrânia em Donetsk capturado pelos rebeldes.
De acordo com suas próprias estimativas, o tamanho do "Exército Ortodoxo Russo" atingiu inicialmente cerca de cem pessoas, mais tarde, durante a escalada do conflito entre as autoridades ucranianas e os defensores da independência da RPL e da RPD, o número de participantes aumentou para 350 e 500, e mais tarde - até 4000.
Em junho de 2014, participou de confrontos armados perto de Mariupol e no distrito de Amvrosievski da Região de Donetsk.
Ao mesmo tempo, o Arcipreste Georgi Ivanovich Kovalenko, Presidente do Departamento Sinodal de Informação e Educação da Igreja Ortodoxa Ucraniana, em entrevista à publicação online Gordon Boulevard, observou que as pessoas que estão lutando no Donbass, incluindo Igor Strelkov e Demétrio Boitsov, “eles dizem que estão defendendo o ‘mundo ortodoxo russo’”, enquanto “a Igreja Ortodoxa Russa não abençoou o ‘Exército Ortodoxo Russo’ para lutar pelo ‘mundo russo'”, e apontou que “ a Igreja condena a chamada 'ortodoxia política' quando a retórica e os símbolos religiosos são usados na luta para alcançar objetivos terrenos”.
Ao mesmo tempo, o Presidente do Departamento Sinodal para a Pastoral dos Cossacos da Igreja Ortodoxa Ucraniana do Patriarcado de Moscou, Luka (Kovalenko) de Zaporozhie e Melitopol, emitiu um apelo oficial aos fiéis, onde observou que, “com pesar saber da mídia que unidades militarizadas do chamado “Exército Ortodoxo Russo””, apontou que “a participação em tais formações não é abençoada”.
Ao mesmo tempo, o Conselheiro Público do Secretário do Conselho de Segurança Nacional da Ucrânia, N. S. Yakubovich, anteriormente feito prisioneiro por combatentes do RPA, após sua libertação, em entrevista à Radio Liberty, indicou que o Exército Ortodoxo Russo fazia parte da organização "Oplot" em Carcóvia, que se dissociou dela por causa de algum conflito interno e tomou seu nome atual. Segundo Yakubovich, que se interessou pela estrutura interna do RPA, “começou a perguntar sobre a Ortodoxia” e chegou à conclusão de que “as pessoas que se autodenominam “Exército Ortodoxo Russo” não têm nada a ver com a Ortodoxia”, já que “sua ideologia é baseada no neopaganismo”, e também enfatizou que eles mesmos “dizem que a Ortodoxia é a fé antiga correta, e suas pernas crescem da RNE, “Unidade Nacional Russa””. Além disso, Yakubovich observou que, entre as pessoas com quem conseguiu conversar, “não viu russos, haviam ativistas pró-rússia locais que tinham contatos com o RNE e também, acho, contatos com os serviços especiais russos”.
No mesmo junho de 2014, na cidade de Sloviansk, quatro homens da Igreja Pentecostal da Transfiguração do Senhor foram detidos por desconhecidos (presumivelmente combatentes do batalhão do Exército Ortodoxo Russo da Milícia Popular de Donbass) e posteriormente encontrados mortos.
De acordo com um relatório (outubro de 2015) da Secretaria de Democracia, Direitos Humanos e Trabalho do Departamento de Estado dos EUA, no início de julho de 2014 "pessoas armadas da RPD, que se autodenominam Exército Ortodoxo Russo, sequestraram o Padre da Igreja Greco-Católica Ucraniana, Tikhon Kulbaka". O próprio Kulbaka afirmou isso em uma entrevista de novembro de 2014 com Lapido Media.
De acordo com informações (julho de 2014) do Centro de Imprensa da ATO (Operação Antiterrorismo) do Ministério da Defesa da Ucrânia, houve um conflito entre o "Exército Ortodoxo Russo" e outra formação armada dos rebeldes - o Batalhão Vostok. O Centro de Imprensa também observou que os rebeldes do RPA são "acusados de saques, bem como de evasão da participação direta nas hostilidades".

## Afiliação
Em novembro de 2014, o Arcipreste N. N. Danilevich, Vice-Presidente do Departamento de Relações Externas da Igreja da Igreja Ortodoxa Ucraniana, em um comentário para o Portal de informações "Ortodoxia na Ucrânia", observando que "o chamado 'Exército Ortodoxo Russo' operando em Donbass não tem nada a ver com a Igreja Ortodoxa Ucraniana", chamou a atenção para o fato de que "pessoas que usam trivialmente elementos da fé ortodoxa para sua ideologia", incluindo a palavra "ortodoxa" em seu título, embora não tenha “nada a ver com a Igreja Ortodoxa”. Além disso, Danilevich destacou que “os cientistas com quem tive a chance de me comunicar dizem que o chamado “Exército Ortodoxo Russo” em sua essência é muito semelhante ao chamado “Estado Islâmico do Iraque e do Levante ” e expressou a esperança de que “essas pessoas parem de comprometer a Igreja Ortodoxa Ucraniana com seu próprio nome e ações”.
Historiador e sociólogo da religião, N. A. Mitrokhin, em maio de 2016 em entrevista ao Serviço de Informação Religiosa da Ucrânia, destacando que "não há vínculos evidentes" entre a RPA e a Igreja Ortodoxa Russa, observou que "o grupo marginal se refere à maioria com base em seus fatores racionais" e busca atrair "patrocinadores externos", embora na verdade seja parte do movimento "Unidade Nacional Russa", que é liderado pelo pseudo-monge Alexandre Barkashov, que vive com um casal de esposas perto de Moscou. Além disso, Mitrokhin acredita que se não se “usar a palavra dura de que este é um grupo 'pseudo-ortodoxo'”, então, no entanto, “pode-se afirmar que este movimento definitivamente não tem nada a ver com as organizações oficiais do Igreja Ortodoxa Russa”.